# Tatort: Die Blicke der Anderen
Die Blicke der Anderen ist ein Fernsehfilm aus der Krimireihe Tatort. Der vom SWR produzierte Beitrag ist die 1215. Tatort-Episode und wurde am 6. November 2022 im SRF, im ORF und im Ersten ausgestrahlt. Die Freiburger Ermittlerin Franziska Tobler ermittelt ihren neunten Fall, ihr Kollege Friedemann Berg seinen achten.

## Handlung
Aus ihrem Einfamilienhaus in einer Neubausiedlung im Breisgau sind Gerd Vogt und sein fünfjähriger Sohn Noah eines Morgens spurlos verschwunden. Die Polizei findet im Schlafzimmer einen großen Blutfleck. Der volljährige Sohn Lukas hatte die Nacht bei seiner Freundin verbracht. Die zunächst ebenfalls vermisste Ehefrau Sandra Vogt wird in einer Autobahn-Raststätte entdeckt. Gegenüber Berg und Tobler gibt sie an, sie habe am Vortag direkt nach der Arbeit noch an einer Feier mit Kollegen teilgenommen. In der Nacht sei sie nach Hause gekommen und habe auf der Couch im Wohnzimmer übernachtet. Die Aufzeichnung einer Verkehrskamera beweist jedoch, dass Sandra Vogt erst am frühen Morgen nach Hause zurückgekehrt ist und weniger als eine Stunde dort verbracht hat.
Gerd Vogt hat sich mit Stefan Kämmerer, mit dem zusammen er eine kleine Firma aufgebaut hat, zerstritten und von ihm in einem Prozess 3 Millionen Euro erstritten.
Kurze Zeit später werden die Leichen von Gerd und Noah Vogt aufgefunden. Gerd Vogt war in der ersten Nachthälfte verblutet, sein Sohn wurde in der zweiten Nachthälfte erstickt. Daraufhin gesteht Sandra Vogt eine außereheliche Affäre, verschweigt aber den Namen ihres Geliebten. Alles deutet auf Sandra als Täterin hin, die damit den Anfeindungen der Öffentlichkeit ausgesetzt ist. Nach einiger Ermittlungsarbeit steht fest, dass es sich bei Sandras Geliebten um ihren Vorgesetzten Sebastian Kirchner handelt. Da dieser Familie hat, wollte Sandra ihn nicht unnötig mit in den Fokus rücken. Auswertungen von Kirchners Bewegungsprofil zeigen allerdings, dass dieser sich in der Tatnacht in unmittelbarer Nähe von Vogts Haus aufgehalten hat. Daraufhin wird er verhört und sein Wagen kriminaltechnisch untersucht. Angesichts der zu erwartenden Beweislage gesteht er, von seiner Frau angerufen worden zu sein, um ihr zu helfen. So stellt sich heraus, dass Julia Kirchner von der Affäre ihres Mannes wusste und Vogt aufgesucht hat, um ihn zu bitten, auf seine Frau einzuwirken, ihren Mann in Ruhe zu lassen. Daraufhin war Gerd Vogt wütend geworden und hatte in seiner Wut angekündigt, Sebastian Kirchner beruflich und gesellschaftlich zu vernichten. Julia Kirchner hatte im Affekt mit einem Messer aus der Küche auf Vogt eingestochen, damit dieser endlich ruhig ist. Beim Eintreffen ihres Mannes war Noah aufgewacht und hatte in Panik immer wieder lautstark nach seinem Papa gerufen. Um ihn zur Ruhe zu bringen, hatte Sebastian Kirchner den Jungen so lange gewürgt, bis dieser endlich still war. Danach hatte er die beiden Leichen in seinem Auto zum späteren Auffindeort transportiert. Sowohl Kirchner als auch seine Frau werden in polizeilichen Gewahrsam genommen.
Sandra Vogt erträgt die gesamte Situation und auch die Ablehnung ihrer Schwiegermutter nicht länger und verlässt den Ort. Ihrem Sohn Lukas hinterlässt sie eine Vollmacht, damit er über das Erbe seines Vaters verfügen kann. Sie selbst begnügt sich mit dreitausend DM, der Summe, die sie mit in die Ehe gebracht hatte. Sie macht aber in ihrem Brief deutlich, dass sie auf Lukas‘ Anruf wartet. Auch die Kommissare legen ihm eine Kontaktaufnahme mit seiner Mutter ans Herz.

## Hintergrund
Der Film wurde vom 27. Juli 2021 bis zum 31. August 2021 in Gaggenau, Baden-Baden und Umgebung gedreht.

## Rezeption

### Kritiken
Christian Buß vom spiegel wertete: „Hagmeisters Sandra bleibt uns bei allen Empathiebemühungen ebenso fremd wie den Breisgauer Gemüsebauern und Kleinstadtbürokraten. Es ist ja erst mal toll, wenn die weibliche Hauptperson nicht psychologisch filetiert wird für den einfachen Sonntagabendverzehr. […] Am Ende gibt es eine wahnsinnig gut gebaute und inszenierte Enthüllungspassage, ein bürgerliches Powerspiel – in der die weibliche Hauptfigur aber auf einmal nur eine Nebenrolle hat. […] Eine Projektion, eine Leerstelle, ein Rätsel. Dabei wären wir ihr gerne ein bisschen näher gekommen.“
stern.de urteilte: „Auf die Zuschauerinnen und Zuschauer wartet ein gelungener, klassischer Krimi, bei dem man wirklich lange zusammen mit den Ermittlern rätseln kann, was in diesem Haus in der Nähe Freiburgs denn nur passiert ist. Die bislang häufig etwas tollpatschigen Ermittler präsentieren sich diesmal - vielleicht sogar erstmals - als zwar immer noch sympathische, aber auch sehr patente Polizisten. Man kann beiden nur wünschen, dass dieser Fall in diesem Sinne eine Art Neuanfang markiert.“
Tilmann P. Gangloff wertete für tittelbach.tv und schrieb: „Die Blicke der Anderen“ ist „in einer Art Biotop angesiedelt, in dem man nie dazu gehören wird, wenn man von außerhalb stammt. Deshalb steht für alle Beteiligten außer Frage, dass Sandra Vogt (Lisa Hagmeister) nicht nur ihren Mann, sondern auch den kleinen Sohn umgebracht hat. Franziska Schlatterers distanzierte Inszenierung hat allerdings zur Folge, dass inklusive der verdächtigen Hauptfigur niemand wirklich Anteilnahme weckt. Die unauffällige Bildgestaltung und die Dialoglastigkeit geben dem Film einen realitätsnahen Anstrich, aber fesselnd ist er nicht.“
Bei  swr3.de meinte Linda Bies: „Ein ‚Tatort‘ übers Anders sein. Inhaltlich fehlt dem ‚Tatort‘ so gut wie nichts. Die Spannung ist bis zum Ende da, die Motive sind nachvollziehbar, die Geschichten dramatisch und die Charaktere lassen, wenn schon nicht die Ermittler, doch wenigstens mich als Zuschauer mitfühlen. Es geht ums Dorfleben, um Liebe und Familie und Rollenbilder. Und ums Opfer bringen, für die, die man geliebt hat, noch liebt und auch in Zukunft noch lieben will.“

### Einschaltquoten
Die Erstausstrahlung von Die Blicke der Anderen am 6. November 2022 wurde in Deutschland von 9,44 Millionen Zuschauern gesehen und erreichte einen Marktanteil von 30,8 % für Das Erste. In der als Hauptzielgruppe für Fernsehwerbung deklarierten Altersgruppe von 14–49 Jahren erreichte Die Blicke der Anderen 1,78 Millionen Zuschauer bei einem Marktanteil von 23,2 Prozent.